# Українське кіно 90-х
Українське кіно 1990-х років — кіно українською мовою або стрічки створені українськими режисерами в період 1991—2000 років. Для цього періоду характерне зменшення кількості фільмів через скорочення фінансування також стрічки починають ставати комерціалізовані.

## Кризовий період
В період перебудови більшість фільмів знімалися російською мовою, україномовні стрічки були вилучені з кінопрокату. У зв'язку з розпадом Радянського Союзу та здобуттям Україною незалежності 24 серпня 1991 року розпочався новий етап розвитку кіно. Фактично цей період був пов'язаний з розпадом кіноіндустрії, адже було скорочене фінансування та зменшилась кількість кіностудій.
За рік в Україні зняли 45 фільмів 1992 року, а 2000 року ця цифра впала до 4 фільмів на рік. Оскільки кінопрокат в Україні практично зник, у цей період на українських кіностудіях знімають лише ігрові та неігрові телефільми що так ніколи й не з'являються в кінопрокаті. Кіновиробництво в Україні у 1990-их за інерцією продовжує русифікаторський вектор що діяв у часи Української РСР: зі 136 фільмів знятих в Україні в 1990-х роках, 82 було знято російською мовою й лише 54 — українською.
Державний бюджет на розвиток кіногалузі послідовно не виконувався:
96-го профінансували кіновиробництво на 67,8 % від запланованої бюджетної суми, 97-го — на 45,2 %, 98-го — на 27,2 %, а 99-го уряд Пустовойтенка і зовсім поставив рекорд, відзначившись цифрою 14,4 %— 
З позитивних аспектів 1990-х для українського кінематографа можна відзначити намагання української кіноіндустрії комерціалізуватися; так у цей період з'являються приватні спонсори фільмів, що сприяє виробленню жанрових стрічок: розважальних комедій, кримінальних драм, пригодницьких та еротичних фільмів.
Юридичне регулювання цієї сфери було оформлене лише у 1998 році. Верховна Рада України прийняла закон «Про кінематографію». У статті 9 вказано:
Державну політику у сфері кінематографії здійснюють центральні органи виконавчої влади, що забезпечують формування та реалізують державну політику у сфері кінематографії.

Місцевими органами управління кінематографією є органи виконавчої влади Автономної Республіки Крим, обласні, Київська та Севастопольська міські державні адміністрації.
Таким чином, до 1998 року була відсутня державна політика просування кіноіндустрії. Більш детально шляхи просування — тобто фінансове забезпечення та сприяння — було прописано лише в редакції 2017 року.

## Фільми
Українські фільми 1991—2000 років були ігрового та неігрового виду. До першого слід віднести фільми: «Москаль-Чарівник» (1995) Миколи Засєєва-Руденка , «Дорога на Січ» (1994) Сергія Омельчука, "Браві хлопці" (1993) Миколи Засєєва-Руденка, "У пошуках мільйонерки" (1993) Володимира Артеменка, «Зефір у шоколаді» Олександра Павловського.
Неігровий кінематограф в цей період представляє біографічні фільми про відомих особистостей. До них слід віднести стрічки присвячені Олександру Довженку, Василю Стусу, що виходять у 1996 році.
Із здобуттям незалежності посилився інтерес до заборонених тем в СРСР. До таких належить тема Голодомору 1932—1933 років. З'являються документальні та художні стрічки присвяченіцій темі:
- «Голод 33» (1991) Олеся Янчука;
- художньо-публіцистична картина-реквієм жертвам голодомору 1933 року в Україні «Пієта» (1993) Миколи Мащенка;
- документальна стрічка «Великий злам» (1993) Сергія Лисенка;
- «Час скорботи і пам'яті» (1993, режисер О. Косіков);
- тетралогія «Українська ніч 1933-го» (1994, режисер В. Георгієнко);

Також з'явилися фільми присвячені перегляду питання Чорнобильської трагедії:
- «Пробудження (Наслідки Чорнобиля)» (1992, режисер Ігор Кобрін);
- «Не хочу згадувати Чорнобиль» (1996, Ігор Кобрін);
- «Чорнобиль — роки і долі» (1996, Георгій Шкляревський);
- «Десять років відчуження» (1996, Сергій Буковський).

## Телесеріали
Найбільш відомим прикладом комерціалізації в кінематографі 1990-х є телесеріал Роксолана. Серіал був відзнятий у 1996—2000 році. Режисер — Борис Небієрідзе. Прем'єра цього серіалу відбулася на Першому національному у 1996 році. Телесеріал був знятий студією «Укртелефільм».

## Кінофестивалі
Найбільшою подією був фестиваль «Молодість», який був започаткований ще у 1970 році. Критики зазначають, що на початку 1990-х років рівень фільмів був дуже низький, незважаючи на це, критика була практично відсутня. Це, своєю чергою, породжувало ще більше фільмів поганої якості. Марсель Мартен зазначав:
Ми переглянули багато, але в переважній більшості, це кілометри плівки, а не фільмів— 
З 1999 року фестиваль отримав друге дихання. Причиною стало приєднання держави до організації та проведення фестивалю. Вперше його було проведено у «Палаці Україна». Це дозволило доєднатися не тільки дотичним до кіноіндустрій, а й всім охочим. У 1999 році переглянули фільм «Молох».